# Єкиміха
Єкимі́ха (рос. Екимиха) — присілок у складі Тотемського району Вологодської області, Росія. Входить до складу Калінінського сільського поселення.

## Населення
Населення — 25 осіб (2010; 22 у 2002).
Національний склад (станом на 2002 рік):
- росіяни — 100 %